# Décoration internationale
 (novembre 2024).
Si vous disposez d'ouvrages ou d'articles de référence ou si vous connaissez des sites web de qualité traitant du thème abordé ici, merci de compléter l'article en donnant les références utiles à sa vérifiabilité et en les liant à la section « Notes et références ».
Un décoration internationale est une distinction militaire qui n'est pas décernée par un pays particulier, mais plutôt par une organisation internationale comme l'ONU ou l'OTAN. Ces distinctions sont normalement décernées comme des médailles de service, pour la participation à diverses opérations militaires internationales, et non pour des actes spécifiques d'héroïsme ou de bravoure.
Ce qui suit est une liste décorations militaires internationales les plus connues.

## Organisation des Nations unies
- UNKorea - Médaille des Nations unies pour la Corée
- UNTSO - Organisme des Nations unies chargé de la surveillance de la trêve (ONUST)
- UNOGIL - Groupe d'observation de l'ONU au Liban (GONUL)
- UNMOGIP - Groupe d'observateurs militaires pour l'Inde et le Pakistan (GOMNUIP)
- UNOC - Opération des Nations unies au Congo (ONUC)
- UNTEA - Autorité exécutive temporaire en Nouvelle-Guinée occidentale (UNSF)
- UNYOM - Mission d'observation des Nations unies au Yémen (MONUY)
- UNFICYP - Force chargée du maintien de la paix à Chypre
- UNEFME - Force d'Urgence des Nations unies (FUNU II), au Moyen-Orient (Canal de Suez et Sinaï)
- UNDOF - Force chargée d’observer le dégagement au Moyen-Orient (FNUOD)
- UNIFIL - Force intérimaire des Nations unies au Liban (FINUL)
- UNIIMOG - Groupe d'observateurs militaires pour l'Iran et l'Irak (GOMNUII)
- UNTAG - Groupe d'assistance des Nations unies pour la période de transition en Namibie (GANUPT)
- ONUCA - Groupe d'observateurs des Nations unies en Amérique centrale
- UNIKOM - Mission d'observation en Irak et au Koweït (MONUIK)
- UNAVEM - Mission de vérification des Nations unies en Angola : I, II & III
- MINURSO - Mission pour l'organisation d'un référendum au Sahara occidental
- ONUSAL - Mission d'observation des Nations unies au Salvador
- UNPROFOR - Force de protection des Nations unies
- ONUMOZ - Opération des Nations unies au Mozambique
- UNAMIC - Mission préparatoire des Nations unies au Cambodge (MIPRENUC)
- UNMOP - Mission d'observateurs à Prevlaka
- UNTAES - Administration transitoire des Nations unies pour la Slavonie orientale, la Baranja et le Srem occidental (ATNUSO)
- MINUGUA - Mission de vérification des Nations unies au Guatemala
- MINURCA - Mission des Nations unies en République centrafricaine
- UNMIK - Mission d'administration intérimaire des Nations unies au Kosovo (MINUK)
- UNOMSIL - Mission d’observation des Nations unies en Sierra Leone (MONUSIL)
- UNPREDEF - Force de déploiement préventif des Nations unies (FORDEPRENU)
- UNMONUC - Congo 2000 -
- UNMEE - Mission des Nations unies en Éthiopie et en Érythrée (MINUEE)
- UNSSM - Special Service Medal
- UNHQ - Siège des Nations unies à New York
- UNMIS - Mission des Nations unies au Soudan (MINUS)
- UNPSG - Police Support Group
- UNTAET - Administration transitoire des Nations unies au Timor oriental (ATNUTO)
- UNMISET - Mission d'appui des Nations unies au Timor oriental (MANUTO)
- MINUT - Mission intégrée des Nations unies au Timor-Leste (MINUT)
- UNOB - Opération des Nations unies au Burundi (ONUB)
- UNMIT - Mission intégrée des Nations unies au Timor-Leste (MINUT)
- UNAMID - Mission conjointe des Nations unies et de l'Union africaine au Darfour (MINUAD)
- MINURCAT - Mission des Nations unies en République centrafricaine et au Tchad

## OTAN
- Médaille du service méritoire de l'OTAN
- Médaille de service en ex-Yougoslavie
- Médaille de service au Kosovo
- Médaille de service en Macédoine
- Médaille de service des Operation Eagle Assist et Active Endeavor (Article 5)
- Médaille des Opérations dans les Balkans
- Médaille de service en Afghanistan (Non-Article 5)
- Prix Serge Lazareff

## Union européenne
- EUROFOR - European Force
- CEPOL - Civil Crisis Management
- ESDP - European Defence & Security
- ARTEMIS

## Conseil de défense inter-américain
- Inter-American Defense Board Medal

## Systeme de coopération des forces aériennes américaines (SICOFAA)
- SICOFAA - Légion du mérite
- SICOFAA - Officier de la légion du mérite
- SICOFAA - Grand croix de la légion du mérite

## Forces et observateurs multinationaux
- Médaille des forces et observateurs multinationaux
- Médaille civile des forces et observateurs multinationaux
- Médaille du directeur général des forces et observateurs multinationaux